# Hello Young Lovers (album)
Albums de Sparks
Lil' Beethoven
(2002) Exotic Creatures of the Deep
(2008)
Singles
1. Perfume
Sortie : 13 février 2006
2. Dick Around (en)
Sortie : 18 septembre 2006

Hello Young Lovers est le vingtième album du groupe américain de rock Sparks. Il est sorti en 2006 sur le label In the Red Records.

## Fiche technique

### Chansons
Toutes les chansons sont écrites et composées par Ron Mael et Russell Mael.
| No  | Titre                                                       | Durée |
| --- | ----------------------------------------------------------- | ----- |
| 1.  | Dick Around (en)                                            | 6:35  |
| 2.  | Perfume                                                     | 4:59  |
| 3.  | The Very Next Fight                                         | 5:18  |
| 4.  | (Baby, Baby) Can I Invade Your Country                      | 5:56  |
| 5.  | Rock, Rock, Rock                                            | 5:10  |
| 6.  | Metaphor                                                    | 4:03  |
| 7.  | Waterproof                                                  | 4:17  |
| 8.  | Here Kitty                                                  | 4:26  |
| 9.  | There's No Such Thing as Aliens                             | 2:53  |
| 10. | As I Sit Down to Play the Organ at the Notre Dame Cathedral | 7:02  |

### Musiciens
- Russell Mael : chant
- Ron Mael : claviers, orchestrations
- Tammy Glover : batterie
- Dean Menta (en) : guitare
- Jim Wilson : guitare
- Steven Shane McDonald : basse

### Équipe de production
- Russell Mael : production, ingénieur du son
- Ron Mael : production, ingénieur du son
- John Thomas : ingénieur du son, mixage

### Classements et certifications
| Pays (classement)             | Meilleure position |
| ----------------------------- | ------------------ |
| Royaume-Uni (UK Albums Chart) | 66                 |
| Suède (Sverigetopplistan)     | 48                 |